# 市原市
市原市（いちはらし）は、千葉県中央部の千葉地域に位置する市。
人口は約26.4万人で、千葉県では柏市に次いで第6位の規模である。財政力指数が高く、愛知県豊田市に次いで製造品出荷額全国第3位の日本を代表する工業都市である他、市原商圏を形成する準商業中心都市となっている。

## 概要

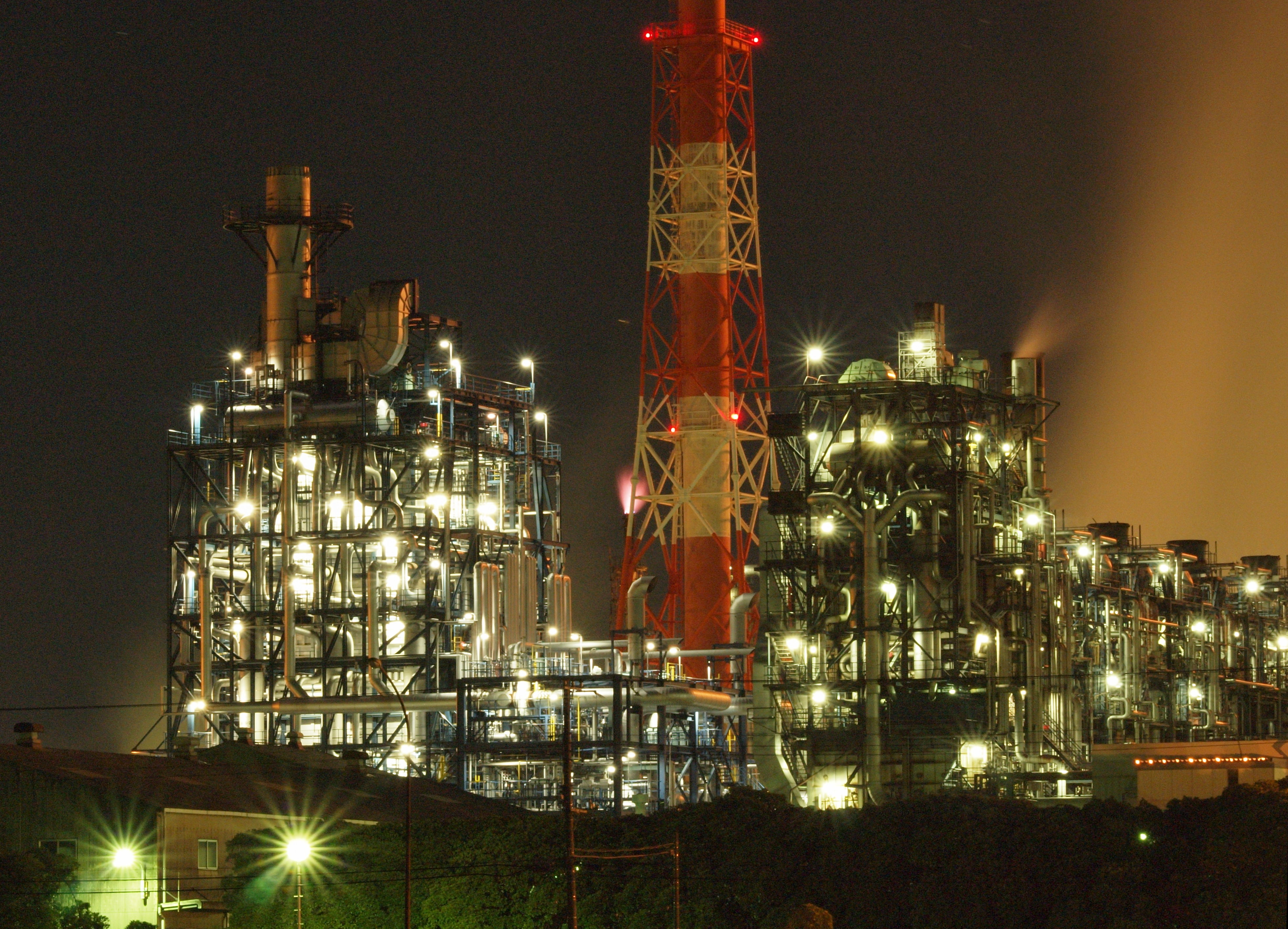
日本11大工場夜景（五井地区）

日本最大数のゴルフ場、石油化学プラントを有する。また、GSSPに内定した千葉セクションが所在することでも知られる。日本を代表する工業都市であり、工業製造品出荷額が愛知県豊田市に次ぐ第2位、千葉県内第1位である。都市雇用圏における東京都市圏（東京圏）の範囲に含まれる。千葉市への通勤率は15.4%。
臨海部は千葉県の東京湾沿い浦安市から君津市付近まで広がる京葉工業地域の一部であり、市内は姉崎海岸や千種海岸、五井南海岸を中心に日本最大規模の石油化学コンビナート群がある。工場夜景都市としても日本11大工場夜景に選定されている。内房線沿線は住宅地が広がっており、工業地域の労働者の居住地域となっているほか、東京都の都心や千葉市の衛星都市でもあり、成田国際空港、東京国際空港（羽田空港）、東京都23区内にいずれも約1時間程度、東京駅から五井駅まで特急さざなみ号を利用すると最短約42分でアクセスすることができる。
中部及び南部にはゴルフ場が多く、牛久地域以南は自然が広がり、養老渓谷周辺は丘陵地帯や養老渓谷温泉の温泉地で行楽シーズンになると多くのハイキング客で賑わう。

## 地理
千葉県の中央部（千葉地域）、北は県庁所在地である千葉市に接し、東京都の都心から約35 - 45キロメートル圏内に位置する。東京湾側の千葉港第4区に面しており、養老川の流域に位置する。南は房総丘陵に連なる山間部で市域は南北方向に長い。また、市原市の面積368.17km2は千葉県の市町村では最も大きく、関東では第14位の面積となる。千葉セクションでは、約77万年前の地層を見ることができ、更新世の前期と中期の境界を示すものとして極めて貴重であり、GSSPに内定しているほか、養老川流域田淵の地磁気逆転地層の名称で国の天然記念物にも指定されている。

### 気候
温暖な沿岸部と寒冷な内陸部（丘陵地帯）に二分され、気候は異なる。内陸部は標高の高い丘陵地帯であるため、年間の寒暖の差は大きく内陸性気候となる。冬はアメダス地点の市原市（牛久）などの標高の高い内陸部を中心に寒冷であり、市北部が雨や霙でも牛久地域周辺やそれ以南は大雪になる場合がある。また、夏には真夏日を記録することが多く、2004年（平成16年）7月20日に県内最高気温の40.2度を観測した。しかし、朝晩は涼しく熱帯夜は少ない。高滝湖や養老渓谷付近は夏も涼しく、標高120メートル程の場所としては冷涼な地点のひとつである。
| 牛久（1991年 - 2020年）の気候      | 牛久（1991年 - 2020年）の気候 | 牛久（1991年 - 2020年）の気候 | 牛久（1991年 - 2020年）の気候 | 牛久（1991年 - 2020年）の気候 | 牛久（1991年 - 2020年）の気候 | 牛久（1991年 - 2020年）の気候 | 牛久（1991年 - 2020年）の気候 | 牛久（1991年 - 2020年）の気候 | 牛久（1991年 - 2020年）の気候 | 牛久（1991年 - 2020年）の気候 | 牛久（1991年 - 2020年）の気候 | 牛久（1991年 - 2020年）の気候 | 牛久（1991年 - 2020年）の気候 |
| 月                                 | 1月                           | 2月                           | 3月                           | 4月                           | 5月                           | 6月                           | 7月                           | 8月                           | 9月                           | 10月                          | 11月                          | 12月                          | 年                            |
| ---------------------------------- | ----------------------------- | ----------------------------- | ----------------------------- | ----------------------------- | ----------------------------- | ----------------------------- | ----------------------------- | ----------------------------- | ----------------------------- | ----------------------------- | ----------------------------- | ----------------------------- | ----------------------------- |
| 最高気温記録 °C （°F）             | 21.1 (70)                     | 24.6 (76.3)                   | 27.5 (81.5)                   | 30.0 (86)                     | 35.7 (96.3)                   | 36.8 (98.2)                   | 40.2 (104.4)                  | 39.2 (102.6)                  | 37.6 (99.7)                   | 33.8 (92.8)                   | 27.2 (81)                     | 25.5 (77.9)                   | 40.2 (104.4)                  |
| 平均最高気温 °C （°F）             | 10.5 (50.9)                   | 11.3 (52.3)                   | 14.4 (57.9)                   | 19.5 (67.1)                   | 23.7 (74.7)                   | 26.1 (79)                     | 30.3 (86.5)                   | 31.8 (89.2)                   | 27.7 (81.9)                   | 22.4 (72.3)                   | 17.6 (63.7)                   | 12.9 (55.2)                   | 20.7 (69.3)                   |
| 日平均気温 °C （°F）               | 4.1 (39.4)                    | 5.2 (41.4)                    | 8.6 (47.5)                    | 13.7 (56.7)                   | 18.2 (64.8)                   | 21.3 (70.3)                   | 25.4 (77.7)                   | 26.5 (79.7)                   | 22.9 (73.2)                   | 17.3 (63.1)                   | 11.8 (53.2)                   | 6.6 (43.9)                    | 15.1 (59.2)                   |
| 平均最低気温 °C （°F）             | −1.5 (29.3)                   | −0.6 (30.9)                   | 2.9 (37.2)                    | 8.0 (46.4)                    | 13.1 (55.6)                   | 17.3 (63.1)                   | 21.5 (70.7)                   | 22.5 (72.5)                   | 19.0 (66.2)                   | 13.0 (55.4)                   | 6.6 (43.9)                    | 1.1 (34)                      | 10.3 (50.5)                   |
| 最低気温記録 °C （°F）             | −8.0 (17.6)                   | −9.2 (15.4)                   | −5.7 (21.7)                   | −2.4 (27.7)                   | 3.3 (37.9)                    | 8.0 (46.4)                    | 11.7 (53.1)                   | 14.3 (57.7)                   | 7.7 (45.9)                    | 1.8 (35.2)                    | −3.1 (26.4)                   | −7.0 (19.4)                   | −9.2 (15.4)                   |
| 降水量 mm （inch）                 | 82.4 (3.244)                  | 74.0 (2.913)                  | 138.0 (5.433)                 | 132.5 (5.217)                 | 130.4 (5.134)                 | 170.6 (6.717)                 | 151.8 (5.976)                 | 114.8 (4.52)                  | 237.1 (9.335)                 | 256.8 (10.11)                 | 113.9 (4.484)                 | 70.9 (2.791)                  | 1,673.1 (65.87)               |
| 平均降水日数 （≥1.0 mm）           | 6.3                           | 6.9                           | 11.2                          | 10.5                          | 10.4                          | 11.9                          | 10.0                          | 7.3                           | 11.8                          | 12.0                          | 9.0                           | 6.5                           | 113.9                         |
| 平均月間日照時間                   | 182.0                         | 158.4                         | 160.8                         | 172.1                         | 170.1                         | 117.3                         | 159.2                         | 192.0                         | 135.7                         | 126.4                         | 142.2                         | 162.9                         | 1,879.2                       |
| 出典1：Japan Meteorological Agency |                               |                               |                               |                               |                               |                               |                               |                               |                               |                               |                               |                               |                               |
| 出典2：気象庁                      |                               |                               |                               |                               |                               |                               |                               |                               |                               |                               |                               |                               |                               |

### 山岳
主な山岳は以下の通りである。
- 音信山
- 野見金山
- 大福山

### 河川
主な河川は以下の通りである。
- 養老川
- 前川
- 椎津川
- 村田川
- 今津川
- 新田川

### 湖沼
- 高滝湖（高滝ダム）

### 渓谷
- 養老渓谷
- 梅ヶ瀬渓谷

### 地層
- 千葉セクション

### 土地利用
土地の地目別面積は以下の通りである。
| 総面積       | 368.20km2 | 100%  |
| 山林         | 83.40km2  | 22.7% |
| 田畑         | 67.27km2  | 18.3% |
| 宅地         | 55.76km2  | 15.1% |
| 雑種地・原野 | 38.17km2  | 10.4% |
| その他       | 123.32km2 | 33.5% |

### 隣接自治体
- 千葉市：中央区、緑区
- 茂原市
- 袖ケ浦市
- 木更津市
- 君津市
- 長生郡：長柄町、長南町
- 夷隅郡：大多喜町

## 地域
地区は基本的に市原市合併前の町村で区別するが、新たに市役所支所が設置された場合はこの通りではない。以下の地区が存在する。
| 地区名       | 旧町村 | 管轄         | 面積     | 人口     | 人口比率 | 人口比率 | 人口比率 | 備考        |
| 地区名       | 旧町村 | 管轄         | 面積     | 人口     | 幼年     | 生産年齢 | 老年     | 備考        |
| ------------ | ------ | ------------ | -------- | -------- | -------- | -------- | -------- | ----------- |
| 姉崎地区     | 姉崎町 | 姉崎支所     | 19.72km2 | 28,425人 | 9.2%     | 58.7%    | 32.1%    | [ 統計 3 ]  |
| 有秋地区     | 姉崎町 | 有秋支所     | 14.51km2 | 13,456人 | 10.7%    | 55.1%    | 34.2%    | [ 統計 4 ]  |
| 五井地区     | 五井町 | 五井支所     | 46.66km2 | 86,164人 | 11.2%    | 63.1%    | 25.6%    | [ 統計 5 ]  |
| 市原地区     | 市原町 | 市原支所     | 26.71km2 | 50,558人 | 9.8%     | 57.9%    | 32.4%    | [ 統計 6 ]  |
| 辰巳台地区   | 市原町 | 辰巳台支所   | 1.60km2  | 10,944人 | 11.5%    | 65.4%    | 23.1%    | [ 統計 7 ]  |
| ちはら台地区 | 市原町 | ちはら台支所 | 3.69km2  | 27,889人 | 19.3%    | 64.3%    | 16.4%    | [ 統計 8 ]  |
| ちはら台地区 | 市津町 | ちはら台支所 | 3.69km2  | 27,889人 | 19.3%    | 64.3%    | 16.4%    | [ 統計 8 ]  |
| 市津地区     | 市津町 | 市津支所     | 50.10km2 | 13,642人 | 10.7%    | 51.1%    | 38.2%    | [ 統計 9 ]  |
| 三和地区     | 三和町 | 三和支所     | 40.00km2 | 13,196人 | 7.2%     | 49.2%    | 43.6%    | [ 統計 10 ] |
| 南総地区     | 南総町 | 南総支所     | 78.97km2 | 20,772人 | 5.8%     | 48.9%    | 45.3%    | [ 統計 11 ] |
| 加茂地区     | 加茂村 | 加茂支所     | 85.78km2 | 4,516人  | 4.1%     | 42.3%    | 53.6%    | [ 統計 12 ] |

## 人口
2005年（平成17年）の国勢調査で28万0255人を記録して以降約10年間は横ばい傾向にあったが、ここ数年は減少が進んでいる。2021年（令和2年）4月1日現在の人口は約26万8000人。

### 年齢構成
| |                                        |  |
| 市原市と全国の年齢別人口分布（2005年） | 市原市の年齢・男女別人口分布（2005年） |  |
| ■紫色 ― 市原市 ■緑色 ― 日本全国 | ■青色 ― 男性 ■赤色 ― 女性              |  |
| 市原市（に相当する地域）の人口の推移 \| 1970年（昭和45年） \| 155,852人 \| \| \| 1975年（昭和50年） \| 194,068人 \| \| \| 1980年（昭和55年） \| 216,394人 \| \| \| 1985年（昭和60年） \| 237,617人 \| \| \| 1990年（平成2年） \| 257,716人 \| \| \| 1995年（平成7年） \| 277,061人 \| \| \| 2000年（平成12年） \| 278,218人 \| \| \| 2005年（平成17年） \| 280,255人 \| \| \| 2010年（平成22年） \| 280,416人 \| \| \| 2015年（平成27年） \| 274,656人 \| \| \| 2020年（令和2年） \| 269,524人 \| \| |                                        |  |
| 総務省統計局 国勢調査より |                                        |  |
| 1970年（昭和45年） | 155,852人                              |  |
| 1975年（昭和50年） | 194,068人                              |  |
| 1980年（昭和55年） | 216,394人                              |  |
| 1985年（昭和60年） | 237,617人                              |  |
| 1990年（平成2年） | 257,716人                              |  |
| 1995年（平成7年） | 277,061人                              |  |
| 2000年（平成12年） | 278,218人                              |  |
| 2005年（平成17年） | 280,255人                              |  |
| 2010年（平成22年） | 280,416人                              |  |
| 2015年（平成27年） | 274,656人                              |  |
| 2020年（令和2年） | 269,524人                              |  |

## 行政

### 行政中央機関
- 市原市役所

### 市長
歴代の市長は以下の通りである。
| 代 | 代   | 氏名       | 就任                  | 退任                  | 備考       |
| -- | ---- | ---------- | --------------------- | --------------------- | ---------- |
| 1  |      | 鈴木貞一   | 1963年（昭和38年）6月 | 1975年（昭和50年）6月 | [ 注釈 1 ] |
| 2  |      | 井原恒治   | 1975年（昭和50年）6月 | 1991年（平成3年）6月  | [ 注釈 1 ] |
| 3  |      | 小出善三郎 | 1991年（平成3年）6月  | 2003年（平成15年）6月 | [ 注釈 1 ] |
| 4  |      | 佐久間隆義 | 2003年（平成15年）6月 | 2015年（平成27年）6月 | [ 注釈 1 ] |
| 5  | 現職 | 小出譲治   | 2015年（平成27年）6月 |                       | [ 注釈 1 ] |

### 財政
市原市の財政力指数は1.15と財政は良い。この数値が大きいほど財政力が大きく、「1」以上の場合極めて健全な財政とされ、地方交付税は交付されない。
| 健全化判断比率   | 率    | 備考                                               |
| ---------------- | ----- | -------------------------------------------------- |
| 実質赤字比率     | -     | 黒字のため比率が算定されず                         |
| 連結実質赤字比率 | -     | 黒字のため比率が算定されず                         |
| 実質公債費比率   | 6.3%  |                                                    |
| 将来負担比率     | 56.3% |                                                    |
| 資金不足比率     | -     | 全公営企業会計で資金不足額がなく、比率が算定されず |

## 立法

### 国会

#### 衆議院
- 選挙区：千葉3区（千葉市緑区、市原市）
- 任期：2021年10月31日 - 2025年10月30日
- 当日有権者数：336,241人
- 投票率：52.36%

| 当落 | 候補者名 | 年齢 | 所属党派   | 新旧別 | 得票数    | 重複 |
| ---- | -------- | ---- | ---------- | ------ | --------- | ---- |
| 当   | 松野博一 | 59   | 自由民主党 | 前     | 106,500票 | ○    |
|      | 岡島一正 | 63   | 立憲民主党 | 前     | 65,627票  | ○    |

### 千葉県議会
- 市原市選挙区
- 定数：4名
- 任期：2019年（平成31年）4月30日 - 2023年（令和5年）4月29日

| 氏名       | 会派名                     | 当選回数 |
| ---------- | -------------------------- | -------- |
| 鈴木和宏   | 公明党千葉県議会議員団     | 1        |
| 伊豆倉雄太 | 自由民主党千葉県議会議員会 | 2        |
| 鈴木昌俊   | 自由民主党千葉県議会議員会 | 5        |
| 菊岡多鶴子 | 立憲民主党千葉県議会議員会 | 1        |

### 市原市議会
- 定数：32名
- 任期：2019年（令和元年）6月16日 - 2023年（令和5年）6月15日
- 議長：塚本利政（市民クラブ）
- 副議長：田尻貢（自由民主党）

| 会派名           | 議席数 | 議員名（◎は代表）                                                                                             |
| ---------------- | ------ | --- |
| 自由民主党       | 12     | ◎岡泉、相川真樹、伊藤重明、大曽根友三、勝地豊、鈴木友成、関学、田尻貢、永野喜光、平出泰秀、保坂好則、増茂誠二 |
| 市民クラブ       | 7      | ◎菊地洋己、安在尚太、伊藤浩士、塚本利政、水野義之、山内一平、渡辺直樹                                         |
| 公明党           | 6      | ◎二田口雄、秋田信一、伊佐和子、西松茂治                                                                       |
| 日本共産党       | 2      | ◎加藤和夫、駒形八寿子                                                                                         |
| 市民ネットワーク | 2      | ◎小沢美佳、森山薫                                                                                             |
| 未来共生         | 1      | 竹内直子 |
| 正心クラブ       | 1      | 斎藤直樹 |
| 連合クラブ       | 1      | 吉田峰行 |
| 計               | 32     | |

## 産業

### 産業別人口
平成22年度国勢調査による産業別の人口は以下の通りである。
| 産業      | 人口     | 比率   |
| --------- | -------- | ------ |
| 第1次産業 | 2,229人  | 1.78%  |
| 第2次産業 | 34,730人 | 27.72% |
| 第3次産業 | 77,556人 | 61.91% |
| 分別不能  | 10,767人 | 8.59%  |

### 産業別15歳以上就業者数
平成22年度国勢調査による産業別15歳以上就業者数は以下の通りである。
| 産業                     | 人口      |
| ------------------------ | --------- |
| 農業                     | 2,229人   |
| 建設業                   | 12,765人  |
| 製造業                   | 21,939人  |
| 電気・ガス熱供給・水道業 | 890人     |
| 運輸・情報通信業         | 10,603人  |
| 卸売・小売・飲食店       | 17,854人  |
| 金融・保険業             | 2,332人   |
| サービス業               | 25,751人  |
| 公務                     | 3,258人   |
| その他                   | 10,767人  |
| 合計                     | 108,388人 |

### 本社・本店を置く企業
- 昭文社クリエイティブ
- 市原FM放送
- いちはらコミュニティー・ネットワーク・テレビ
- 市原ぞうの国
- 市原パワー市原発電所
- 小湊鉄道
- JNC石油化学
- 新東京サーキット
- 諏訪商店
- ゼットエー
- せんどう
- 辰巳自動車学校
- ベイサイドエナジー市原発電所
- 南千葉サーキット

### 工業分野
市原市は日本全国市町村で製造品出荷額が第2位、また、千葉県内では第1位となる。国内最大規模の石油化学コンビナート群がある。また、千葉県で唯一の造船所が点在している。
統計
- 事業所数：282[注釈 2]
- 従業者数：20,003人[注釈 2]
- 製造品出荷額等 4兆6,925億5,449万円（全国2位・県内1位）[注釈 3]
  - 石油石炭：約50%
  - 化学：約40%
  - 金属：約2%
  - 機械：約2%
  - その他：約6%

### 商業分野
市原市の商業は、主にJR内房線及び小湊鉄道の主要駅周辺や住宅団地等を中心に立地し、それぞれ独自性をもって発展してきた。また、大規模店舗の出店や周辺の個店の経営努力により、準商業中心都市として「市原商圏」を形成している。
統計
- 商店数：1,990件[注釈 4]
- 年間商品販売額：4,052億886万円（県内7位）[注釈 5]
  - 卸売：370件（約1,550億円）
  - 総合スーパー：4件（約180億円）
  - 織物・衣服等：163件（約103億円）
  - 衣料品：600件（約894億円）
  - 自転車・自動車：160件（約312億円）
  - 燃料等：129件（約313億円）
  - その他：564件（約700億円）

#### 商圏構造と市原市の吸引状況
| 項目               | 平成19年度 |
| ------------------ | ---------- |
| 市原市の人口（人） | 279,729    |
| 地元購買率（%）    | 75.6       |
| 商圏地域市町村数   | 2市2町     |
| 商圏人口（人）     | 357,183    |
| 消費吸引人口（人） | 234,952    |
| 消費吸引人口（%）  | 65.8       |

### 農業分野
農家数・耕地面積
- 農家数：4,959戸[注釈 6]
- 農家人口：5,339人[注釈 6]
- 農業産出額：120億3,000万円（県内9位）[注釈 7]
- 経営耕地面積：3,208ha（県内6位）[注釈 2]

特産物
- セリ[15]
- 加茂菜 - 加茂地区の伝統作物[16]
- 姉崎大根 - 姉崎地区の特産物（日本農業賞特別賞受賞）[17]
- 姉崎いちじく - 姉崎地区の特産物（皇室献上）[18]

農業協同組合
- 市原市農業協同組合

### スポーツ分野

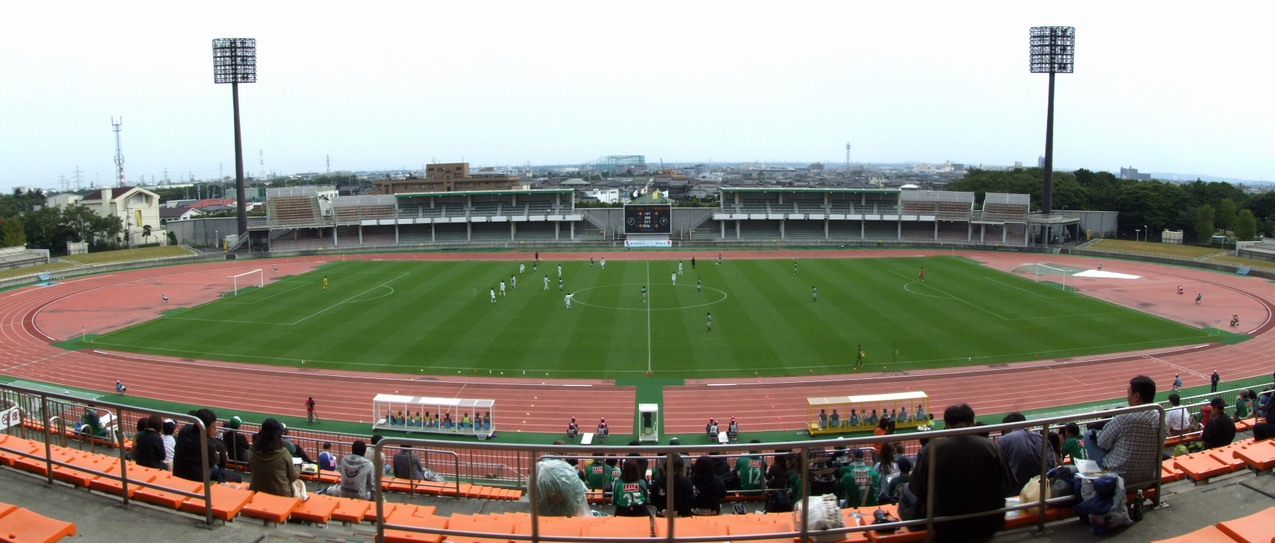
ジェフユナイテッド市原・千葉レディースのホームスタジアム（市原緑地運動公園臨海競技場）

市原市をホームタウンとするスポーツクラブは以下の通りである。
- ジェフユナイテッド市原・千葉（Jリーグ）（ただし、市原臨海でのホームゲームは2007年以降開催されておらず、Jリーグに提示した本拠地登録も2010年を最後に外れている）
- ジェフユナイテッド市原・千葉レディース（WEリーグ）
- VONDS市原（関東サッカーリーグ）
- LION FANGS（トップイーストリーグ）
- サウザンリーフ市原（社会人野球・クラブチーム）
- JFE東日本硬式野球部（市内に練習グラウンドが所在する）

## 医療・保健・福祉
二次保健医療圏として、市原市は市原地域に属しているが、これは市原市のみが対象地域としている。市原保健医療圏の基準病床数は2,007床に対し、既存病床数は2,132床と基準を上回っている。主な病院は以下の通りである。

### 二次医療圏
- 帝京大学ちば総合医療センター（災害拠点病院[22]・救命救急センター）
- 千葉県循環器病センター（災害拠点病院・救急機関センター）
- 千葉労災病院（災害拠点病院）

### 一次医療圏
- 救急指定病院
  - 五井病院
  - 辰巳病院
  - 長谷川病院
  - 鎗田病院
- その他の病院
  - 姉崎病院
  - 磯ケ谷病院
  - 市原鶴岡病院
  - 白金整形外科病院
  - 永野病院
  - リハビリテーション病院さらしな

### 主要病院患者数
主な病院における患者総数は以下の通りである。
| 地区     | 病院名                       | 区分 | 2017年度  | 2018年度  | 2019年度  | 2020年度  | 2021年度  |
| -------- | ---------------------------- | ---- | --------- | --------- | --------- | --------- | --------- |
| 姉崎地区 | 帝京大学ちば総合医療センター | 外来 | 255,175人 | 251,793人 | 246,941人 | 211,696人 | 212,896人 |
| 姉崎地区 | 帝京大学ちば総合医療センター | 入院 | 119,521人 | 120,191人 | 127,394人 | 108,889人 | 104,495人 |
| 市原地区 | 千葉ろうさい病院             | 外来 | 270,439人 | 267,847人 | 254,291人 | 238,278人 | 247,060人 |
| 市原地区 | 千葉ろうさい病院             | 入院 | 117,115人 | 118,169人 | 117,517人 | 112,064人 | 110,994人 |
| 南総地区 | 千葉県循環器病センター       | 外来 | 81,879人  | 82,392人  | 79,724人  | 71,873人  | 74,404人  |
| 南総地区 | 千葉県循環器病センター       | 入院 | 52,880人  | 48,626人  | 47,291人  | 42,639人  | 43,161人  |

### 帝京大学ちば総合医療センターの移転計画
帝京大学ちば総合医療センターは、市原市が姉崎地区に誘致、土地を無償譲渡の上、1986年（昭和61年）5月1日に帝京大学医学部附属市原病院として開業した総合病院であるが、建物の老朽化による建替えに合わせてちはら台地区へ移転することが2023年（令和5年）6月15日に市長への病院長訪問により報告された。これは、現在地では病院の経営が困難になるという理由からであるが、上述の患者数の表を見れば分かるように、市原地区にある千葉ろうさい病院と大差ない患者数を受け入れている点で疑問が生じる。市原市は姉崎地区の医療体制向上のために土地の無償譲渡の上に誘致したことを踏まえて、即時に現在地での建て替えを要請したが、同年6月26日に学校法人帝京大学より市原市宛に移転計画の報告文書を通達。これに対して7月5日に市原市は同様に現在地での建て替えを文書要請している。市原市では北西部医療は帝京大学ちば総合医療センター、北東部医療は千葉労災病院、南部医療は千葉県循環器病センターと分担してきたが、帝京大学ちば総合医療センターが北東部のちはら台地区に移転することによって市原医療圏内の医療バランスの偏りが危惧されている。

## 歴史

### 古代

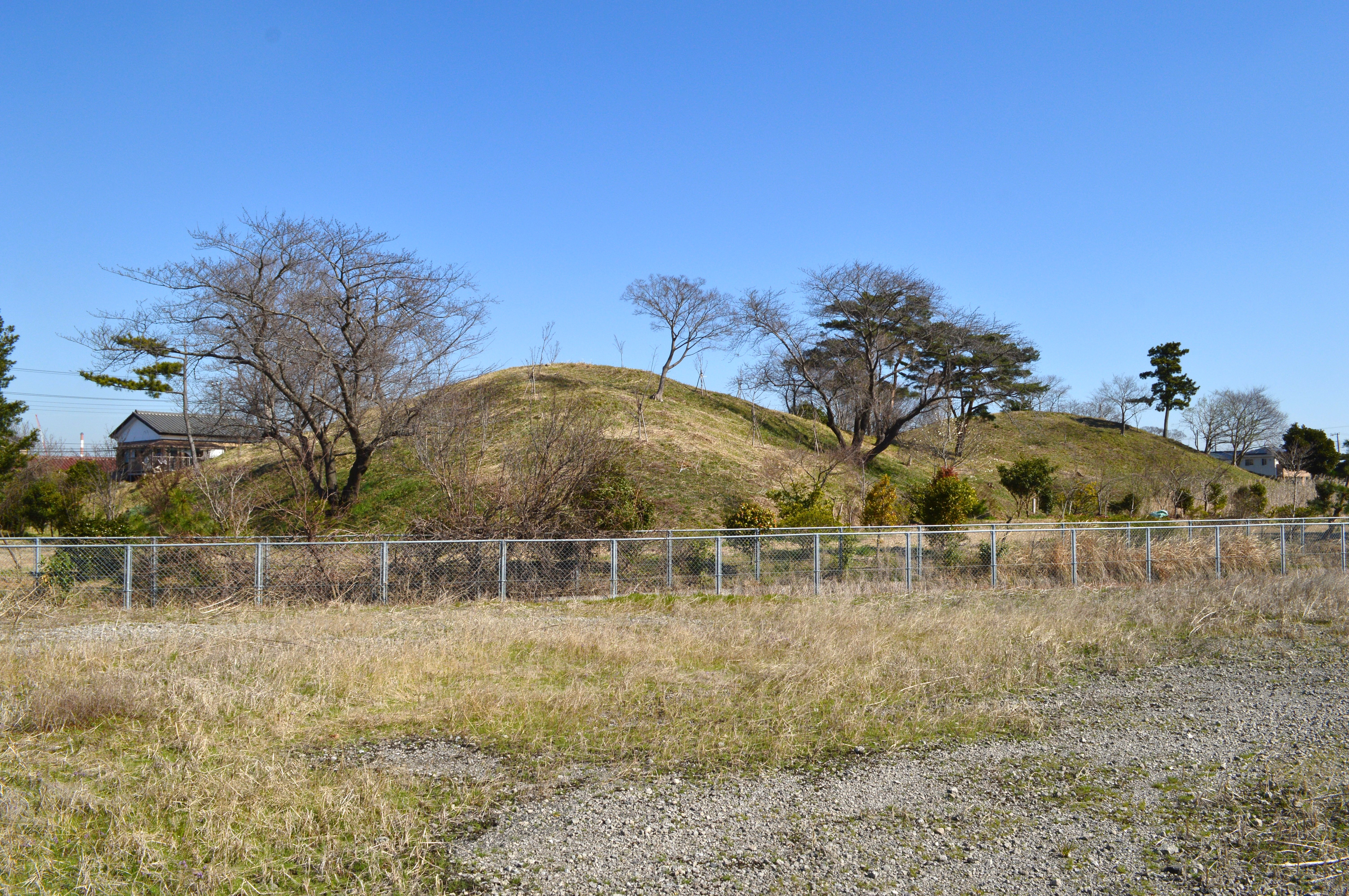
姉崎二子塚古墳

律令制以前この地域には、上海上国造が上総国海上郡（現在の市原市の一部）を支配していたとされている。養老川流域には、3世紀の出現期古墳（纒向型前方後円墳）である神門古墳群や、王賜銘鉄剣を出土した稲荷台1号古墳があり、古くからヤマト王権と緊密なつながりがあったことが想定される。『万葉集』巻第十四東歌の筆頭に「夏麻引く海上潟の沖つ渚に船はとどめむ小夜ふけにけり」とあり、水上交通の要衝であったともされる。養老川下流南岸の姉崎古墳群は上海上国造一族の墳墓とされ、4世紀後半の全長130メートルの姉崎天神山古墳、5世紀前半の全長86メートルの釈迦山古墳に続き、5世紀後半には全長103メートルの姉崎二子塚古墳が造営されている。
律令制において令制国である上総国が成立し、東海道に属する一国となった。上総国は、国守に必ず親王が補任される親王任国となり、国級は大国にランクされた。親王任国の国守となった親王は「太守」と称し、官位は必然的に他の国守（通常は従六位下から従五位上）より高く、親王太守は正四位以上とされた。親王太守は現地へ赴任しない遙任だったため平高望、良兼や菅原孝標がそうであったように、国司の実質的長官は上総介であった。
上総国の国司が政務を執る国府（中心地域）は市原市の国分寺台から能満にかけての一帯だったと推定される。市原市国分寺台から国分寺跡、国分尼寺跡が発掘されているが、国府の遺構はまだ見つかっていない。中世の国府は市原市能満（府中）にあったと考えられている。

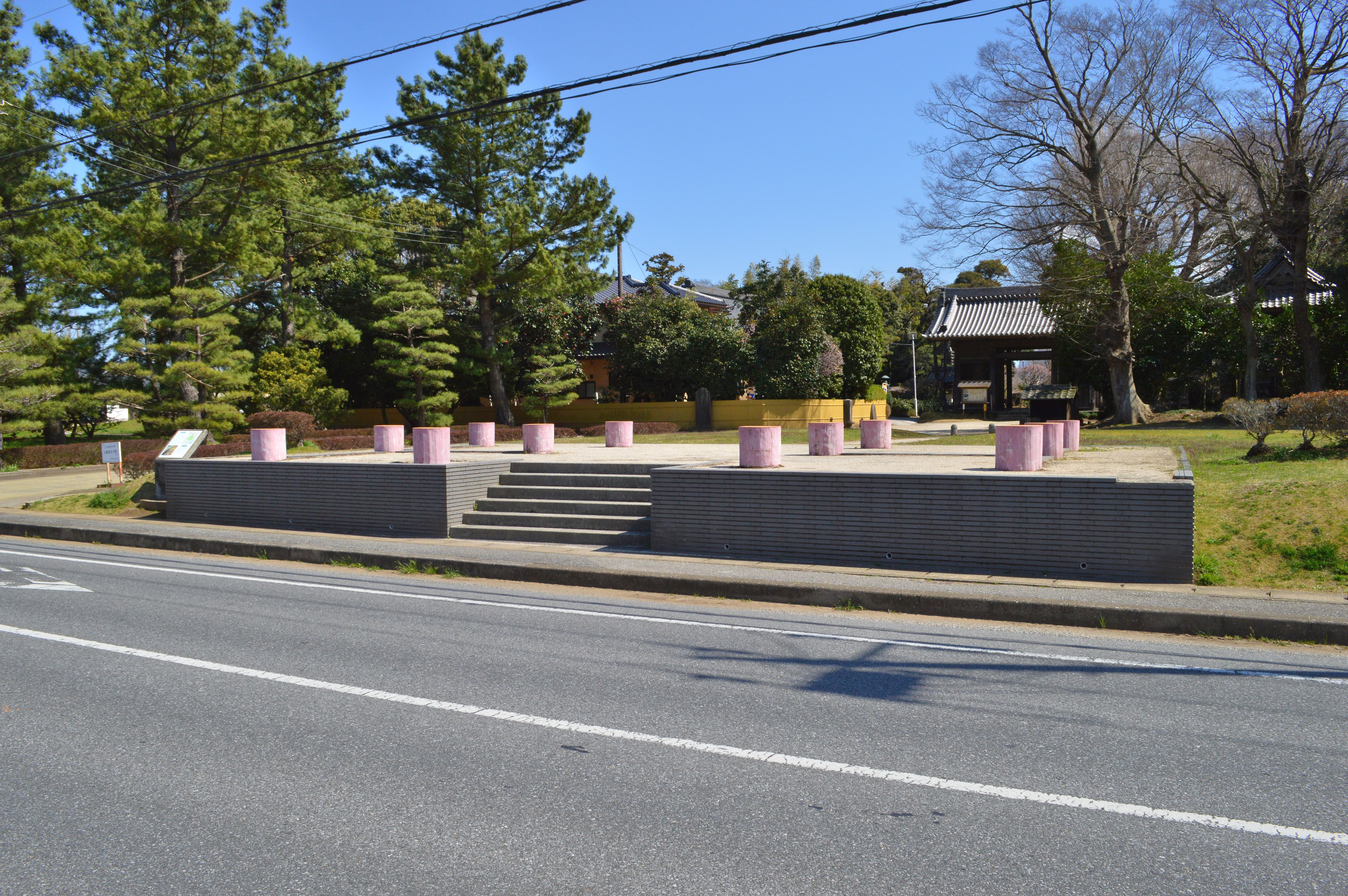
上総国分寺跡（西門跡）

上総国分寺は現在の国分寺と重複している。周囲に谷や古墳があるため寺域は四角形ではない。南北478メートル、東西は北辺：254メートル・中央：345メートル・南辺：299メートル、面積は139,000平方メートルに及ぶ。主要な伽藍地は南北219メートル、東西194メートルで、大官大寺式の伽藍配置。

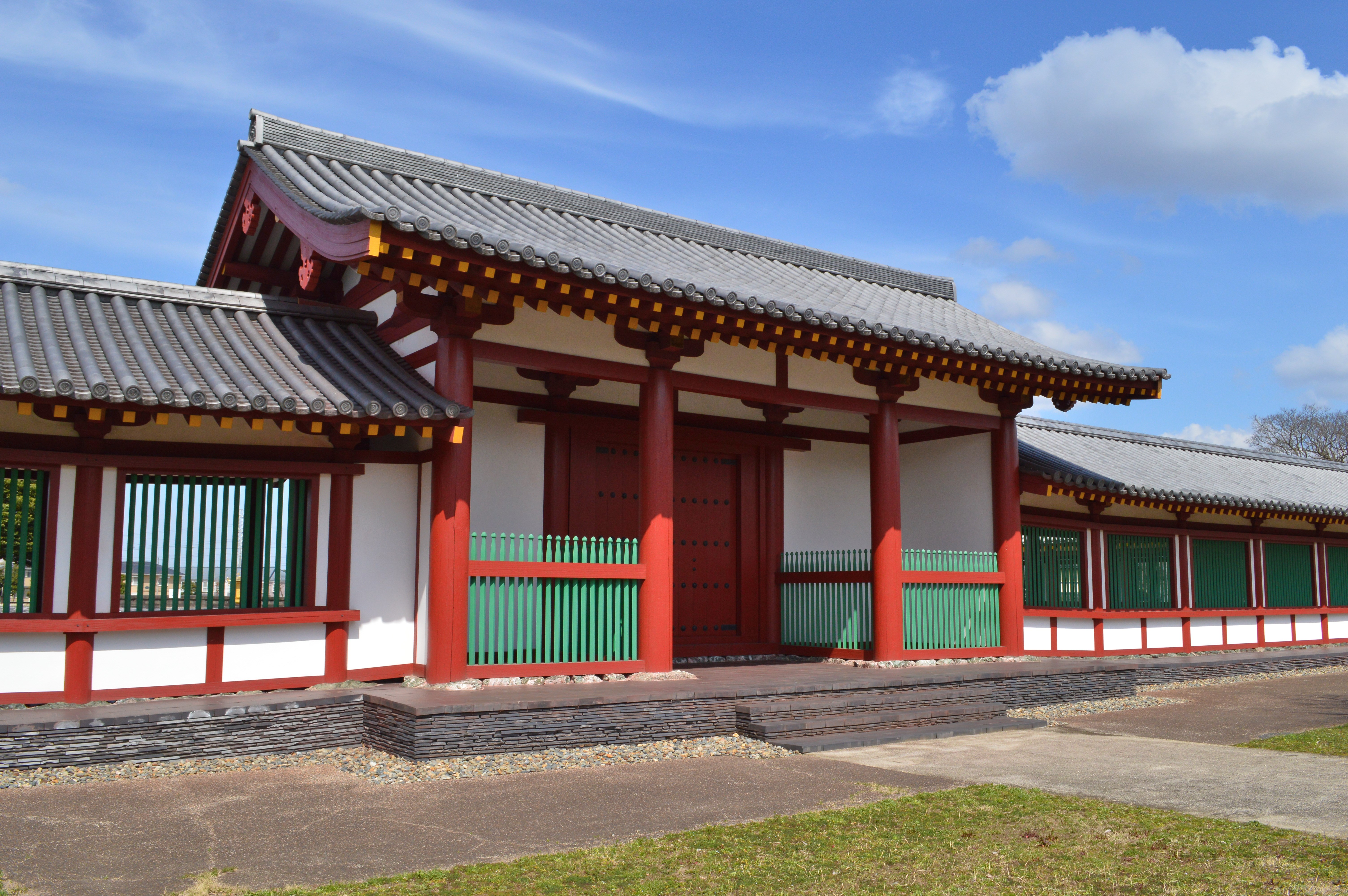
上総国分尼寺中門（復元）

上総国分尼寺は1989年（平成元年）まで行われた発掘調査で、柱の位置の確認などで主要伽藍の構造を含めた全容が解明されたことから、建物跡の完全な復元が可能とされた。これを踏まえ、かつての中門が奈良時代の工法を再現する形で復元。合わせて「史跡上総国分尼寺跡展示館」が建設され（1993年（平成5年）8月1日開館）、復元建物と共に一般公開されている。

### 中世 - 近現代
中世においては千葉氏の勢力下にあったが、千葉氏の勢力が次第に衰えると、里見氏などの新興勢力の伸張を許した。現在の千葉市生実町に館を構えた小弓公方足利義明も、一時期この地に拠っており、その時の御所があったとされる場所は、五所という地名として残っている。
近世の幕藩体制下では五井藩、鶴牧藩、旗本の陣屋として伊丹陣屋が知られている。
1871年（明治4年）7月の廃藩置県では菊間県、鶴牧県、鶴舞県が成立。その後同年11月の府県統合で木更津県に、1873年（明治6年）に印旛県や新治県の一部と合併して千葉県が成立した。現在の市原市は市原郡のほぼ全域を市域としているが、1889年（明治22年）の時点で171箇村が確認されている。これが1945年（昭和20年）までに5町16村にまとまり、更に昭和の大合併期である1954年（昭和29年）から1961年（昭和36年）にかけて姉崎町、市原町、五井町、市津町、南総町、三和町、加茂村の5町2村にまで統合された。

### 市制施行に際して
1963年（昭和38年）に大千葉市建設を目論んで、当時の千葉市長宮内三朗が五井町長に千葉市への編入を提案したが、もともと市原郡5町での合併を提案していた五井町長は反対し、さらに対抗策として姉崎町と五井町の2町が合併して南葉町（なんようちょう）を組織することを発表した。しかし結局、千葉県知事の提案により市原郡5町が提案されたことで南葉町発足の計画は中止となり、町合併による新設という形で新自治体を組織することが決定した。市名決定にあったって、当時市原郡内で2大勢力となっていた五井町と市原町との間で「五井市」とするか「市原市」とするかで争われたとされるが、最終的には郡名でもある「市原」を採用することに決定した。その代わり、行政機関の中央は、最も発展していた旧五井町におき、市執行部の主要人事は、合併5町の中で市原町に続く規模であった旧姉崎町からとした。このような経緯がありつつ、1963年（昭和38年）5月1日に市原市が誕生した。

### 市制施行後

千葉セクションより約1.5km南方の国本層が露出する養老渓谷

戦後に東京湾岸の埋め立てが進み、市原市は千葉港の一角に組み込まれた。市原市では特に石油産業などの化学工業を主とする企業の進出が多い。なお、高度成長期には、全国の工業地区と同様に、公害が多く発生しており、1974年（昭和49年）5月には、市原市立姉崎公民館（旧所在地）付近にある市原姉崎測定局にて、光化学オキシダント濃度が0.50ppmを超え、直ちに千葉県内で初となる光化学スモッグ警報が出された。1980年（昭和55年）3月31日に防災行政無線が開局している。2005年（平成17年）4月1日に防災行政無線の夕方のチャイム「ハッピー市原」が放送開始。かつて存在した地方自治法第252条の26の3第1項に定める政令による特例市になる要件を満たしていたが、特例市にはならなかった。2017年11月にGSSPに市原市田淵の養老川沿いの露頭で見られる、約77万年前の地層（千葉セクション）が内定し、2018年には「養老川流域田淵の地磁気逆転地層」の名称で国の天然記念物に指定された。

### 年表
町村制施行後からの年表は以下の通りである。
- 1889年（明治22年）
  - 町村制施行により、市原郡八幡町、五井村、千種村、鶴牧村、東海村、海上村、菊間村、湿津村、市東村、市西村、養老村、戸田村、明治村、内田村、鶴舞村、高滝村、富山村、平三村、里見村、白鳥村発足。
- 1891年（明治24年）
  - 鶴舞村が町制施行で鶴舞町に。五井村が町制施行で五井町に。
- 1892年（明治25年）
  - 鶴牧村が町制施行で姉崎町に。
- 1897年（明治30年）
  - 郡制施行。
- 1912年（明治45年）
  - 国鉄木更津線が開業し、八幡宿駅・五井駅・姉ケ崎駅設置。
- 1923年（大正12年）
  - 郡会廃止。
- 1924年（大正13年）
  - 明治村が町制施行で牛久町に。
- 1925年（大正14年）
  - 小湊鉄道開業。
- 1926年（大正15年）
  - 郡役所廃止。
- 1947年（昭和27年）
  - 4月1日 - 学校教育法施行により以下の公立学校が開校。
    - 現姉崎地区：姉崎町立姉崎中学校
    - 現市原地区：八幡町立八幡中学校、菊間村立菊間中学校、市原村立市原中学校
    - 現五井地区：五井町立五井中学校、東海村立東海中学校、千種村立千種中学校〈初代〉
    - 現三和地区：市西村立市西中学校、養老村立養老中学校、海上村立海上中学校
    - 現市津地区：市東村立市東中学校、湿津村立湿津中学校
    - 現南総地区：牛久町立牛久中学校、戸田村立戸田中学校、鶴舞町立鶴舞中学校、平三村立平三中学校、内田村立内田中学校
    - 現加茂地区：高滝村立高滝中学校、富山村立富山中学校、里見村立里見中学校、里見村立月出中学校、白鳥村立白鳥中学校
- 1954年（昭和29年）
  - 高滝村、富山村、里見村、白鳥村が合併して加茂村発足。東海村が五井町に吸収合併。
- 1955年（昭和30年）
  - 2月11日 - 湿津村と市東村が合併し市津村発足。
  - 3月30日 - 千種村が五井町に吸収合併。
  - 3月31日
    - 八幡町と菊間村が合併し市原町発足。市西村と養老村が合併し三和町発足。
    - 五井町の一部が姉崎町に編入。
    - 以下の公立学校が閉校。
      - 千種村立千種中学校〈初代〉
- 1956年（昭和31年）
  - 海上村が三和町に吸収合併。市原村が市原町と五井町に分割併合。三和町の一部が五井町に編入。
- 1961年（昭和36年）
  - 市津村が町制施行で市津町に。
- 1962年（昭和37年）
  - 大千葉市建設を目標に市原郡を千葉市に編入する提案を千葉市がするも、五井町が反対。対抗として、五井町と姉崎町が合併して南葉町を発足させようとするも、千葉県知事が市原郡5町合併を提案し中止に。市原郡5町が合併する方針で決定。
  - 4月1日 - 以下の公立学校が開校。
    - 三和町立三和中学校（三和町立市西中学校、三和町立養老中学校、三和町立海上中学校が合併）
- 1963年（昭和38年）
  - 1月10日 - 大千葉市建設のため、千葉県知事が協力を要請する。
  - 1月19日 - 千葉市が広域都市建設のため市原郡に合併を提案する。
  - 1月29日 - 姉崎町と五井町の合併委員会が両町合併を議決し、新町名を南葉町とする。
  - 2月28日 - 市原郡北部市政促進協議会は市建設計画案を採決する。
  - 6月1日 - 市原郡姉崎町・市原町・五井町・三和町・市津町が合併し、市原市が発足。人口約10万人。
- 1964年（昭和39年）
  - 1月15日 - 市原市立五井小学校で第1回成人式。
  - 6月15日 - 市原郡南総町の町長と加茂村の村長が市原市への編入申し入れ。
  - 8月31日 - 市原市役所仮庁舎が増設分まで完成。木造2階建て。
- 1965年（昭和40年）
  - 3月31日 - 以下の公立学校が閉校。
    - 南総町立内田中学校

  - 4月1日 - 以下の公立学校が開校。
    - 加茂村立加茂中学校（加茂村立高滝中学校、加茂村立富山中学校、加茂村立里見中学校、加茂村立白鳥中学校が合併）
- 1966年（昭和41年）
  - 5月15日 - 市制施行3周年記念式典を市原市立五井中学校で挙行。市原市民歌及び市原市民音頭を発表。
  - 4月1日 - 以下の公立学校が開校または改称。
    - 市原市立有秋東小学校（市原市立有秋小学校から改称）
    - 市原市立辰巳台西小学校（市原市立辰巳台小学校から改称）
    - 市原市立有秋西小学校（市原市立有秋東小学校から分離開校）
    - 市原市立辰巳台東小学校（市原市立辰巳台西小学校から分離開校）
- 1967年（昭和42年）
  - 1月1日 - 以下の公立学校が開校または改称。
    - 市原市立京葉小学校（市原市立岩崎小学校から改称）

  - 9月28日 - 南総町解町式典を牛久中央公民館で挙行。加茂村解村式典を加茂村立加茂中学校で挙行。
  - 10月1日
    - 市原郡最後の2町村の南総町、加茂村を併合。市原郡廃止。
    - 以下の公立学校が閉校。
      - 市原市立月出中学校（市原市立加茂中学校に合併）
- 1968年（昭和43年）
  - 姉ケ崎駅2面4線化。
- 1969年（昭和44年）
  - 3月1日 - 市原緑地運動公園臨海競技場開場。
- 1970年（昭和45年）
  - 市の木「イチョウ」決定。
  - 3月31日 - 以下の公立学校が閉校。
    - 市原市立朝山小学校（市原市立千種小学校〈3代目〉に統合）
- 1971年（昭和46年）
  - 3月31日 - 以下の公立学校が閉校。
    - 市原市立千種小学校〈3代目〉
    - 市原市立牛久中学校
    - 市原市立戸田中学校
    - 市原市立鶴舞中学校
    - 市原市立平三中学校

  - 4月1日 - 以下の公立学校が開校または改称。
    - 市原市立千種小学校〈4代目〉
    - 市原市立若葉小学校（市原市立五井小学校から分離開校）
    - 市原市立南総中学校（市原市立牛久中学校、市原市立戸田中学校、市原市立鶴舞中学校、市原市立平三中学校が合併）

  - 5月1日 - 千葉こどもの国キッズダム開園。
  - 7月22日 - 姉崎公園開園。
  - 9月18日 - 八幡海岸通にある三井造船千葉造船所において、作業員が構内に落ちていた非破壊検査用イリジウム192を強力な放射線源であると知らずに持ち帰り、訪ねてきた友人5人を含めた6人が被曝する事故が発生。造船所は2日後に紛失に気づき、その翌日に科学技術庁に届け出た。事業所における放射線被曝事故は日本で初めてのケースであった。
- 1972年（昭和47年） 
  - 市原市役所が五井から惣社に移転。
  - 4月1日 - 以下の公立学校が開校または改称。
    - 市原市立白鳥小学校（市原市立大久保小学校、市原市立朝生原小学校、市原市立月崎小学校が合併）
    - 市原市立明神小学校（市原市立姉崎小学校から分離開校）
    - 市原市立若宮小学校（市原市立八幡小学校から分離開校）
- 1973年（昭和48年）
  - 4月1日 - 以下の公立学校が開校または改称。
    - 市原市立石塚小学校（市原市立八幡小学校、市原市立菊間小学校から分離開校）

  - 若潮国体でサッカー競技の会場として利用される。
- 1974年（昭和49年）
  - 市原市市民会館開館。
  - 老人福祉センター開館。
- 1975年（昭和50年）
  - 1月1日 - 第1回元旦マラソン大会（現：高滝湖マラソン大会）開催。
  - 4月1日 - 以下の公立学校が開校または改称。
    - 市原市立青葉台小学校（市原市立明神小学校から分離開校）
- 1976年（昭和51年）
  - 6月1日 - イトーヨーカドー市原店開業。
  - 休日急病センター開所。
  - 千葉県内で6番目に人口20万人突破。
- 1977年（昭和52年）
  - 千葉県と地権者との間で高滝湖建設協定が結ばれる。
  - 農業センター開設。
  - 千原台ニュータウン事業開始。
- 1978年（昭和53年）
  - 4月1日 - 以下の公立学校が開校または改称。
    - 市原市立有秋中学校（市原市立姉崎中学校から分離開校）
    - 市原市立若葉中学校（市原市立五井中学校から分離開校）

  - 消費生活センター開設。
  - 市内初の大型公民館である市原市立五井公民館を開設。
  - 五井駅橋上化。
- 1979年（昭和54年）
  - 4月1日 - 以下の公立学校が開校または改称。
    - 市原市立国分寺台小学校（市原市立市原小学校から分離開校）
    - 市原市立白幡小学校（市原市立辰巳台西小学校、市原市立辰巳台東小学校から分離開校）

  - 「市原市休日急病センター」が「市原市急病センター」に名称変更。
  - 八幡に市原市青少年会館開館。
- 1980年（昭和55年）
  - 4月1日 - 以下の公立学校が開校または改称。
    - 市原市立光風台小学校（市原市立戸田小学校から分離）
    - 市原市立寺谷小学校（市原市立戸田小学校から分離）

  - 4月26日 - イトーヨーカドー姉崎店開業。
  - 5月1日 - 市原市役所姉崎支所移転、市原市立姉崎公民館移転。
  - 平蔵廃棄物最終処分場完成。
  - 市民病院に伝染病隔離病舎が建設。
  - 防災無線開通。
- 1981年（昭和56年）
  - 4月1日 - 以下の公立学校が開校または改称。
    - 市原市立八幡東中学校（市原市立八幡中学校から分離開校）

  - 市外局番を0436に統一。
  - 市原市福祉会館開館。
  - 市原市役所市津支所及び市原市立市津公民館の複合施設供用開始。
  - 五井会館を開設。市原市役所五井支所移転。
- 1982年（昭和57年）
  - 4月1日 - 以下の公立学校が開校または改称。
    - 市原市立有秋南小学校（市原市立有秋西小学校から分離）
    - 市原市立国分寺台西小学校（市原市立国分寺台小学校から分離）

  - 市原市シルバー人材センター、市原市文化財センター設置。
- 1983年（昭和58年）
  - 3月18日 - ダイエー市原店開業。
  - 4月1日 - 以下の公立学校が開校または改称。
    - 市原市立姉崎東中学校（市原市立姉崎中学校から分離開校）
    - 市原市立国分寺台中学校（市原市立市原中学校から分離開校）
    - 市原市立双葉中学校（市原市立三和中学校、市原市立南総中学校から分離開校）

  - 10月1日 - イトーヨーカドー八幡宿店開業。
  - 上総国分尼寺跡が国の重要文化財に指定。
- 1984年（昭和59年）
  - 市原市役所辰巳台支所と市原市立辰巳公民館の複合施設が完成し、移転。
  - 市原市能満清掃工場に代わって市原市福増クリーンセンター開業。
  - 「非核平和都市宣言」議決。
- 1985年（昭和60年）
  - 市原市立青葉台小学校の器楽部が全国大会出場。
- 1986年（昭和61年）
  - 市原市立八幡公民館の大規模拡張によって市原市役所市原支所を併設。
  - 帝京大学医学部附属市原病院が開院。
- 1987年（昭和62年）
  - 「市原市農業協同組合」が誕生。
  - 潤井戸に帝京技術科学大学が開学。
  - 4月1日 - 以下の公立学校が開校または改称。
    - 市原市立千種中学校〈2代目〉（市原市立姉崎中学校、市原市立五井中学校から分離開校）
- 1988年（昭和63年）
  - 4月1日 - 以下の公立学校が開校または改称。
    - 市原市立国分寺台西中学校（市原市立国分寺台中学校から分離開校）

  - 日本最古とされる「王賜銘鉄剣」が山田橋の稲荷台古墳から発見される。
- 1989年（昭和64年/平成元年）
  - 4月1日 - 以下の公立学校が開校または改称。
    - 市原市立国分寺台東小学校（市原市立国分寺台小学校、市原市立国分寺台西小学校から分離開校）
    - 市原市立水の江小学校（市原市立菊間小学校、市原市立市東第一小学校から分離開校）

  - 5月28日 - 姉ケ崎駅橋上化。
  - 10月1日 - 市原市役所有秋支所設置で姉崎地区から有秋地区を分離。
  - 市制施行25周年記念事業で市民憲章、市の花が「コスモス」、市の鳥が「ウグイス」に決定。
  - 千原台ニュータウン街開き。
- 1990年（平成2年）
  - 高滝ダムで貯水が始まる。県下最大の人工湖が誕生。
  - 市原市立国分寺公民館開館。
  - 市原市埋蔵文化財センター開設。
- 1991年（平成3年）
  - 市原市立中央図書館開館。
- 1992年（平成4年） 
  - 4月1日 - 以下の公立学校が開校または改称。
    - 市原市立五所小学校〈2代目〉（市原市立白金小学校から分離開校）
    - 市原市立ちはら台南中学校（市原市立菊間中学校、市原市立市東中学校から分離開校）

  - 市原市立菊間コミュニティーセンターと市原市菊間保健福祉センターの複合施設供用開始。
  - ジェフユナイテッド市原のホームタウンに決定。既設の全ゴルフ場と環境保全協定を締結。
- 1993年（平成5年）
  - 「スポーツ健康都市宣言」実施。
  - Jリーグ開幕。市原緑地運動公園臨海競技場がジェフユナイテッド市原のホームスタジアムに。
  - 市原市憩の家オープン。
  - 上総国分尼寺跡展示館を開設。
  - アメリカ・モビール市と姉妹都市提携に調印。
- 1994年（平成6年）
  - 4月1日 - 以下の公立学校が開校または改称。
    - 市原市立清水谷小学校（市原市立水の江小学校から分離開校）

  - 市原緑地運動公園臨海競技場改修。
  - 市内全域で資源ごみの分別収集開始。
  - 福増クリーンセンター第二工場完成。
  - 新井浄水場完成。
  - 辰巳在宅介護支援センターが年中無休・24時間体制で開設。
- 1995年（平成7年）
  - 4月1日 - 千葉急行電鉄千原線のちはら台駅が開業。
  - 11月1日 - 市原市水と彫刻の丘開業。
  - アズ植物公園開園。
- 1996年（平成8年）
  - 4月1日 - 以下の公立学校が開校または改称。
    - 市原市立牧園小学校（市原市立清水谷小学校から分離開校）

  - 市原市勤労会館が開業。
  - スクールカウンセラー制度開始。
  - 公文書公開制度開始。
- 1997年（平成9年）
  - 南総地区・加茂地区で、24時間対応ホームヘルパーのモデル事業が開始。
- 1998年（平成10年）
  - 2月1日 - 千葉県循環器病センター開業。
  - 3月18日 - ダイエー市原店が閉店。
  - 7月3日 - 市原市姉崎保健福祉センター開業。
  - 10月11日 - 個人情報保護条例施行。
  - 市がホームページを開設。
  - 市職員などが講師となる出前講座「おでかけくん」がスタート。
  - ちはら台学校給食共同調理場供用開始。
- 1999年（平成11年）
  - 商店街の活性化に地域振興券を発行開始。
  - 都市景観条例施行。
  - 介護保険制度の認定受付を開始。
- 2000年（平成12年）
  - 「不法投棄撲滅宣言」を発表。
  - 旧ダイエー市原店跡地の競艇の場外舟券売場「ボートピア市原」の開設協定調印。
  - ジェフユナイテッド市原がフットパーク姉崎に練習場と本社を移転。
- 2001年（平成13年）
  - 市ホームページが全国広報コンクールで日本一。
  - 全国花いっぱいコンクールで市原市立市東第二小学校が環境大臣賞受賞。
  - 市原市指定ごみ袋の使用が開始。
  - 子育て支援センター開所。
- 2002年（平成14年）
  - 住民基本台帳ネットワークが運用開始。
  - 道の駅あずの里いちはら開駅。
  - 市原市役所ちはら台支所設置でちはら台地区設置。建物は市原市立ちはら台コミュニティーセンター新設と共に建設した複合施設。
  - 文化の森が開業。
  - 市立学校が週休2日制へと移行。
  - 粗大ごみが有料に。
  - 一般廃棄物処理基本計画策定。
  - 八幡に建設予定だった千葉県営スタジアム計画中止。
- 2003年（平成15年）
  - 10月1日を「市民の日」に制定。
- 2004年（平成16年）
  - 市原市三和保健福祉センター完成。
- 2005年（平成17年）
  - 4月17日 - イトーヨーカドー八幡宿店閉店。
  - 市原スポレクパーク完成。
  - 防災無線で日没前に「ハッピー市原」の放送を開始。
- 2006年（平成18年）
- 2007年（平成19年）
  - 3月31日 - 以下の公立学校が閉校。
    - 市原市立月出小学校（市原市立里見小学校と合併）

  - 市原市立姉崎東中学校の水泳部と柔道部が全国大会出場。
- 2008年（平成20年）
  - コミュニティバス「コスモス南総」が試験運行を開始。
- 2009年（平成21年）
  - 市立国保診療所が市原市立高滝小学校前に「加茂診療所」として移転開業。
- 2010年（平成22年）
  - 4月1日 - 以下の公立学校が開校または改称。
    - 市原市立ちはら台桜小学校（市原市立水の江小学校から分離開校）

  - 5月9日 - イトーヨーカドー市原店〈初代〉閉店。
  - 東海大学付属望洋高等学校が市内初の甲子園出場。
  - ゆめ半島千葉国体開催で一部競技の会場に。
- 2011年（平成23年）
  - 3月11日 - 東日本大震災によって五井地区でコンビナート火災が発生。
- 2012年（平成24年）
  - 4月1日
    - 以下の公立学校が開校または改称。
      - 市原市立ちはら台西中学校（市原市立ちはら台南中学校から分離開校）

    - 市原市総合公園（上総更級公園）開園。
    - 飯給駅の「世界一大きなトイレ」設置。

  - 8月22日 - 市原市立ちはら台南中学校の女子陸上部が4×100mリレーで全国優勝。
  - ロンドンオリンピックで活躍した鶴見虹子選手に市民栄誉賞贈与。
- 2013年（平成25年）
  - 3月31日 - 以下の公立学校が閉校。
    - 市原市立里見小学校
    - 市原市立高滝小学校
    - 市原市立富山小学校
    - 市原市立白鳥小学校

  - 4月1日 - 以下の公立学校が開校。
    - 市原市立加茂学園（市原市立里見小学校、市原市立高滝小学校、市原市立富山小学校、市原市立白鳥小学校が統合した市原市立加茂小学校と市原市立加茂中学校を同一敷地内に併設した、市原市市制施行後初の小中一貫教育校）

  - 8月3日 - 市原湖畔美術館開館（旧：市原市水と彫刻の丘）
  - 市制施行50周年記念事業。市マスコットキャラクター「オッサくん」決定。
- 2014年（平成26年）
- 2015年（平成27年）
- 2016年（平成28年）
  - 3月31日 - 以下の公立学校が閉校。
    - 市原市立平三小学校（市原市立鶴舞小学校と合併）
- 2017年（平成29年）
  - 3月31日 - 以下の公立学校が閉校。
    - 市原市立市東第二小学校（市原市立市東第一小学校と合併）

  - 12月28日 - 市原市役所防災庁舎（現：第一庁舎）完成。
- 2018年（平成30年）
  - 8月21日 - 市原市立ちはら台南中学校の女子陸上部が4×100mリレーで全国3位。
- 2019年（平成31年/令和元年）
  - 10月12日 - 市原市立国分寺台中学校が東日本学校吹奏楽大会ゴールド金賞受賞。
- 2020年（令和2年）
- 2021年（令和3年）
  - 平成通りの姉崎地区部分が暫定開業。
- 2022年（令和4年）
  - 3月31日 - 以下の公立学校が閉校。
    - 市原市立内田小学校（市原市立牛久小学校と合併）

  - 4月1日 - 青葉台で、市原市と東京大学大学院や中部電力等が協力して高齢者の健康に関する実証実験実施。
  - 11月20日 - 市原歴史博物館開館。
- 2023年（令和5年）
  - 3月31日 - 以下の公立学校が閉校。
    - 市原市立八幡東中学校（市原市立八幡中学校と合併）

  - 市制施行60周年記念事業実施。
- 2024年（令和6年）
  - 4月1日 - いちはら子ども未来館開業（予定）。
- 2026年（令和8年）
  - 3月 - 八幡宿駅西口複合施設完成（予定）。
  - 市原市役所第二庁舎（旧：本庁舎）建て替え開始（予定）。

### 公害
市原市は全国2位の製造品出荷額を誇る工業都市であり、特に石油化学工業に秀でており、大規模なコンビナートが形成されている。これらは1955年（昭和30年）頃から構築され始め、高度成長期頃になるとかなりの規模となっていた。当時は現在よりも環境や人体に悪影響を及ぼしやすい装置で運用されていたため、度々環境問題が指摘されていた。1974年（昭和49年）5月には市原市姉崎測定局にて光化学オキシダントの濃度が0.50ppmを超え、直ちに千葉県内で初となる光化学スモッグ重大緊急報が出された。このようなことが一因となり、姉崎地区では欅が枯れるなどの被害が出ていた。なお現在、測定値に関して、その数値は改善傾向にあり、光化学スモッグ警報の発令は過去10年なく、光化学スモッグ注意報に関しても、年4 - 5回程度の発令で推移している。

### 災害記録
主な自然災害の記録は以下の通りである。
| 西暦（和暦）       | 名称             | 種類     | 環境的被害                                    | 人的被害 | 人的被害 |
| 西暦（和暦）       | 名称             | 種類     | 環境的被害                                    | 死者     | 重軽傷者 |
| ------------------ | ---------------- | -------- | --------------------------------------------- | -------- | -------- |
| 1870年（明治3年）  |                  | 嵐       | 姉崎浦塩浜の堤防が破損する。                  | なし     | 不明     |
| 1871年（明治4年）  |                  | 嵐       | 岩崎新田の堤防が破損する。                    | なし     | 不明     |
| 1880年（明治13年） |                  | 嵐       | 八幡で家屋が流出。                            | 4名      | 不明     |
| 1901年（明治34年） |                  | 嵐       | 家屋全壊9戸。                                 | 2名      | 不明     |
| 1902年（明治35年） |                  | 竜巻     | 家屋全壊2戸。                                 | 1名      | 不明     |
| 1903年（明治36年） |                  | 嵐       | 落雷による被害。                              | 不明     | 不明     |
| 1923年（大正12年） | 関東大震災       | 地震     | 家屋全壊2,477戸。                             | 88名     | 不明     |
| 1970年（昭和45年） |                  | 集中豪雨 | 家屋全半壊20戸。                              | なし     | 不明     |
| 1971年（昭和46年） | 台風25号         | 台風     | 水田流出109ha、道路決壊105箇所                | なし     | 不明     |
| 1979年（昭和54年） | 台風20号         | 台風     | 家屋全半壊8戸、道路決壊90箇所                 | なし     | 不明     |
| 1987年（昭和62年） | 千葉県東方沖地震 | 地震     | 家屋全壊10戸、屋根瓦損壊11,000戸              | 1名      | 不明     |
| 1989年（平成元年） | 台風12号         | 台風     | 家屋全壊1戸、水田流出1,400ha、道路決壊357箇所 | なし     | 不明     |
| 1991年（平成3年）  | 台風21号         | 台風     | 家屋全壊1戸、床上浸水29戸、土砂崩落・道路決壊 | なし     | 不明     |
| 1996年（平成8年）  | 台風17号         | 台風     | 床上浸水140戸、床下浸水228戸、崖崩れ13箇所    | なし     | 不明     |
| 2011年（平成23年） | 東日本大震災     | 地震等   | 五井地区で石油タンク爆発。避難勧告発令。      | なし     | 不明     |
| 2019年（令和元年） | 房総半島台風     | 台風     | 家屋全半壊663戸・一部損壊7,214戸、浸水3戸ほか | 3名      | 18名     |
| 2019年（令和元年） | 東日本台風       | 台風     | 竜巻による家屋倒壊。                          | 1名      | 不明     |

### 行政区域変遷
- 1963年（昭和38年）5月1日 - 姉崎町・市原町・五井町・市津町・三和町が合併[29]、市原市が発足[29]。
- 1964年（昭和39年）4月10日 - 市津地区にある瀬又の一部が千葉市に編入。
- 1965年（昭和40年）2月1日 - 君津郡袖ヶ浦町代宿の一部を市原市に編入（椎津）。
- 1967年（昭和42年）10月1日 - 南総町・加茂村を編入[33]（南総地区・加茂地区）。
- 1971年（昭和46年）5月1日 - 市津地区にある瀬又の一部を千葉市に編入。
- 1975年（昭和50年）2月1日 - 市津地区にある瀬又の一部を千葉市に編入。千葉市誉田町三丁目の一部を市原市に編入（瀬又）。
- 1977年（昭和52年）5月1日 - 千葉市誉田町三丁目の一部を市原市に編入（瀬又）。
- 1986年（昭和61年）4月1日 - 市原地区にある古市場の一部を千葉市に編入。
- 1987年（昭和62年）4月1日 - 市津地区にある高田、永吉、瀬又のそれぞれ一部を千葉市に編入。千葉市大木戸町の一部を市原市に編入（高倉）。
- 1994年（平成6年）10月1日 - 市原地区にある押沼の一部を千葉市に編入。千葉市緑区茂呂町の一部を市原市に編入（茂呂町）。
- 1995年（平成7年）10月1日 - 市原地区にある草刈の一部を千葉市に編入。千葉市緑区茂呂町・中西町のそれぞれ一部を市原市に編入（茂呂町・中西町）

| 西暦   | 1891年   | 1892年   | 1924年   | 1954年   | 1955年   | 1956年   | 1961年   | 1963年   | 1967年   |
| 和暦   | 明治24年 | 明治25年 | 大正13年 | 昭和29年 | 昭和30年 | 昭和31年 | 昭和36年 | 昭和38年 | 昭和42年 |
| ------ | -------- | -------- | -------- | -------- | -------- | -------- | -------- | -------- | -------- |
| 八幡町 | 八幡町   | 八幡町   | 八幡町   | 八幡町   | 市原町   | 市原町   | 市原町   | 市原市   | 市原市   |
| 菊間村 |          |          |          |          | 市原町   | 市原町   | 市原町   | 市原市   | 市原市   |
| 市原村 | 市原村   | 市原村   | 市原村   | 市原村   | 一部     | 市原町   | 市原町   | 市原市   | 市原市   |
| 市原村 | 市原村   | 市原村   | 市原村   | 市原村   | 一部     | 五井町   | 五井町   | 市原市   | 市原市   |
| 五井村 | 五井町   | 五井町   | 五井町   | 五井町   | 五井町   | 五井町   | 五井町   | 市原市   | 市原市   |
| 東海村 |          |          |          | 五井町   | 五井町   | 五井町   | 五井町   | 市原市   | 市原市   |
| 千種村 |          |          |          |          | 五井町   | 五井町   | 五井町   | 市原市   | 市原市   |
| 海上村 | 海上村   | 海上村   | 海上村   | 海上村   | 海上村   | 三和町   | 三和町   | 市原市   | 市原市   |
| 市西村 | 市西村   | 市西村   | 市西村   | 市西村   | 三和町   | 三和町   | 三和町   | 市原市   | 市原市   |
| 養老村 |          |          |          |          | 三和町   | 三和町   | 三和町   | 市原市   | 市原市   |
| 鶴牧村 | 鶴牧村   | 姉崎町   | 姉崎町   | 姉崎町   | 姉崎町   | 姉崎町   | 姉崎町   | 市原市   | 市原市   |
| 市東村 | 市東村   | 市東村   | 市東村   | 市東村   | 市津村   | 市津村   | 市津町   | 市原市   | 市原市   |
| 湿津村 |          |          |          |          | 市津村   | 市津村   | 市津町   | 市原市   | 市原市   |
| 明治村 | 明治村   | 明治村   | 牛久町   | 南総町   | 南総町   | 南総町   | 南総町   | 南総町   | 市原市   |
| 鶴舞村 | 鶴舞町   | 鶴舞町   | 鶴舞町   | 南総町   | 南総町   | 南総町   | 南総町   | 南総町   | 市原市   |
| 戸田村 |          |          |          | 南総町   | 南総町   | 南総町   | 南総町   | 南総町   | 市原市   |
| 内田村 |          |          |          | 南総町   | 南総町   | 南総町   | 南総町   | 南総町   | 市原市   |
| 平三村 |          |          |          | 南総町   | 南総町   | 南総町   | 南総町   | 南総町   | 市原市   |
| 高滝村 | 高滝村   | 高滝村   | 高滝村   | 加茂村   | 加茂村   | 加茂村   | 加茂村   | 加茂村   | 市原市   |
| 富山村 |          |          |          | 加茂村   | 加茂村   | 加茂村   | 加茂村   | 加茂村   | 市原市   |
| 里見村 |          |          |          | 加茂村   | 加茂村   | 加茂村   | 加茂村   | 加茂村   | 市原市   |
| 白鳥村 |          |          |          | 加茂村   | 加茂村   | 加茂村   | 加茂村   | 加茂村   | 市原市   |

## 文化

### 行事
- 中房総国際芸術祭 いちはらアート×ミックス
- 上総いちはら国府祭り
- 高滝ダム市民花火大会
- 五井大市
- 牛久朝市
- 姉崎産業祭
- 八幡臨海祭
- 五井臨海祭
- 花祭（鶴舞）
- 稚児祭（鶴舞）
- 椎津カラダミ

### 文化財
国・県指定および国登録文化財一覧。
| 番号 | 指定・登録 | 類別                     | 名称                                        | 所在地                       | 所有者または管理者         | 指定年月日       | 備考       |
| ---- | ---------- | ------------------------ | ------------------------------------------- | ---------------------------- | -------------------------- | ---------------- | ---------- |
| 1    | 国指定     | 重要文化財（建造物）     | 西願寺阿弥陀堂                              | 市原市平蔵1360               | 西願寺                     | 大正5年5月24日   | 1棟        |
| 2    | 国指定     | 重要文化財（建造物）     | 鳳来寺観音堂                                | 市原市吉沢237-1              | 鳳来寺                     | 昭和6年12月14日  | 1棟        |
| 3    | 国指定     | 重要文化財（建造物）     | 飯香岡八幡宮本殿                            | 市原市八幡1057               | 飯香岡八幡宮               | 昭和29年9月17日  | 1棟        |
| 4    | 国指定     | 記念物（史跡）           | 上総国分寺跡                                | 市原市惣社1丁目7-1           | 市原市他                   | 昭和4年12月17日  |            |
| 5    | 国指定     | 記念物（史跡）           | 上総国分尼寺跡                              | 市原市国分寺台中央3-5-1他    | 市原市他                   | 昭和58年8月30日  |            |
| 6    | 国指定     | 記念物（天然記念物）     | 養老川流域田淵の地磁気逆転地層              | 市原市田渕他                 | 個人・市原市他             | 平成30年10月15日 |            |
| 7    | 県指定     | 有形文化財（建造物）     | 飯香岡八幡宮拝殿                            | 市原市八幡1057               | 飯香岡八幡宮               | 昭和41年5月20日  | 1棟        |
| 8    | 県指定     | 有形文化財（建造物）     | 府中日吉神社本殿                            | 市原市能満589-2              | 府中日吉神社               | 昭和42年12月22日 | 1棟        |
| 9    | 県指定     | 有形文化財（彫刻）       | 木造地蔵菩薩坐像                            | 市原市山口270-1              | 山口区                     | 昭和33年4月23日  | 1躯        |
| 10   | 県指定     | 有形文化財（彫刻）       | 木造聖観世音菩薩立像                        | 市原市引田94                 | 蓮蔵院                     | 昭和33年4月23日  | 1躯        |
| 11   | 県指定     | 有形文化財（彫刻）       | 木造聖観音立像                              | 市原市風戸81                 | 日光寺                     | 昭和37年5月1日   | 1躯        |
| 12   | 県指定     | 有形文化財（彫刻）       | 木造薬師如来坐像及び両脇侍立像・神将立像2躯 | 市原市皆吉6                  | 橘禅寺                     | 昭和40年4月27日  | 3躯        |
| 13   | 県指定     | 有形文化財（彫刻）       | 木造金剛力士立像                            | 市原市皆吉6                  | 橘禅寺                     | 昭和40年4月27日  | 2躯        |
| 14   | 県指定     | 有形文化財（彫刻）       | 木造薬師如来坐像及び両脇侍立像              | 市原市上高根1095             | 称礼寺                     | 昭和62年2月27日  | 3躯        |
| 15   | 県指定     | 有形文化財（彫刻）       | 木造十一面観音菩薩立像                      | 市原市宿223                  | 長栄寺                     | 平成28年3月4日   | 1躯        |
| 16   | 県指定     | 有形文化財（工芸品）     | 漆塗金銅装神輿                              | 市原市八幡1057-1             | 飯香岡八幡宮               | 平成6年2月22日   | 4基        |
| 17   | 県指定     | 有形文化財（考古資料）   | 江子田金環塚古墳出土一括遺物                | 市原市埋蔵文化財調査センター | 市原市                     | 平成9年3月21日   | 357箇・2口 |
| 18   | 県指定     | 有形文化財（歴史資料）   | 小湊鉄道蒸気機関車                          | 市原市五井1472               | 小湊鉄道株式会社           | 昭和55年2月22日  | 3輛        |
| 19   | 県指定     | 無形民俗文化財           | 鶴峯八幡の神楽                              | 鶴峯八幡宮                   | 鶴峯八幡宮十二座神楽保存会 | 昭和39年4月28日  |            |
| 20   | 県指定     | 無形民俗文化財           | 市原の柳楯神事                              | 飯香岡八幡宮                 | 柳楯神事保存会             | 昭和41年12月2日  |            |
| 21   | 県指定     | 無形民俗文化財           | 大塚ばやし                                  | 市原市海保                   | 大塚ばやし保存会           | 昭和45年1月30日  |            |
| 22   | 県指定     | 無形民俗文化財           | 上高根の三山信仰                            | 市原市上高根                 | 上高根敬愛講社             | 平成13年3月30日  |            |
| 23   | 県指定     | 無形民俗文化財           | 椎津のカラダミ                              | 市原市椎津                   | 椎津青年会                 | 平成19年3月16日  |            |
| 24   | 県指定     | 記念物（史跡）           | 二子塚古墳                                  | 市原市姉崎1762               | 姉崎神社                   | 昭和43年4月9日   |            |
| 25   | 県指定     | 記念物（史跡）           | 姉崎天神山古墳                              | 市原市姉崎2489、2483         | 菅原神社                   | 昭和48年3月2日   |            |
| 26   | 県指定     | 記念物（史跡）           | 神門5号墳                                   | 市原市惣社5-5-1              | 市原市                     | 平成1年3月10日   |            |
| 27   | 県指定     | 記念物（天然記念物）     | 飯香岡八幡宮の夫婦銀杏                      | 市原市八幡1057               | 飯香岡八幡宮               | 昭和10年7月12日  |            |
| 28   | 県指定     | 記念物（天然記念物）     | 大福山自然林                                | 市原市石塚546-1他            | 白鳥神社、市原市           | 昭和47年1月28日  |            |
| 29   | 県指定     | 記念物（天然記念物）     | 高滝神社の森                                | 市原市高滝1他                | 高滝神社                   | 昭和53年2月28日  |            |
| 30   | 県指定     | 記念物（名勝）           | 椎津城跡                                    | 市原市椎津695-1ほか          | 市原市・個人               | 平成29年3月7日   |            |
| 31   | 国登録     | 登録有形文化財（建造物） | 武田家住宅                                  | 市原市古市場53               | 個人                       | 平成9年7月15日   | 1件        |
| 32   | 国登録     | 登録有形文化財（建造物） | 小湊鉄道第一養老川橋梁ほか                  | 市原市                       | 小湊鉄道株式会社           | 平成29年5月2日   | 22件       |

### 伝統工芸品
市内の千葉県指定伝統工芸品製作者は以下の通りである。
| No. | 種別     | 氏名       | 指定品名       | 指定年度               | 備考 |
| --- | -------- | ---------- | -------------- | ---------------------- | ---- |
| 9   | 金工品   | 大野正敏   | 上総鋏         | 1984年度（昭和59年度） | 廃業 |
| 61  | 郷土玩具 | 高澤文雄   | 上総角凧       | 1986年度（昭和61年度） |      |
| 86  | 竹工品   | 八木澤祐三 | 南総竹細工     | 1988年度（昭和63年度） |      |
| 120 | 竹工品   | 佐藤稔     | 上総和竿       | 1996年度（平成8年度）  |      |
| 148 | 和楽器   | 福尾毅     | 南総尺八       | 2001年度（平成13年度） |      |
| 149 | 郷土玩具 | 小澤登     | 上総角凧       | 2002年度（平成14年度） |      |
| 156 | 郷土玩具 | 金谷司仁   | 角凧・袖凧     | 2004年度（平成16年度） |      |
| 168 | 木工品   | 宍倉敏志   | いちはら小楊枝 | 2008年度（平成20年度） |      |
| 169 | 郷土玩具 | 金谷政司   | 角凧・袖凧     | 2010年度（平成22年度） |      |
| 176 | 木工品   | 高橋章雄   | 梅ヶ瀬楊枝     | 2012年度（平成24年度） |      |

## 姉妹都市
- モビール市（アメリカ合衆国 アラバマ州）
1993年11月10日 姉妹都市提携調印。1993年4月に小出善三郎市長（当時）がモビール市訪問の折、姉妹都市提携を申し入れたのがきっかけ。

## 施設

### 行政機関

#### 市役所
- 市原市役所

市役所支所
- 姉崎支所
- 市原支所
- 五井支所
- 三和支所
- 市津支所
- 辰巳台支所
- 南総支所
- 加茂支所
- ちはら台支所

### 警察機関
警察署
- 市原警察署

交番・駐在所
- 南総幹部交番
- 姉崎交番
- 有秋交番
- 八幡宿駅前交番
- 菊間交番
- 藤井交番
- 五井駅前交番
- 五井西交番
- 白金交番
- 国分寺台交番
- 辰巳台交番
- ちはら台駅前交番
- 青葉台駐在所
- 青柳駐在所
- 廿五里駐在所
- 市西駐在所
- 養老駐在所
- 潤井戸駐在所
- 東国吉駐在所
- 内田駐在所
- 鶴舞駐在所
- 平三駐在所
- 高滝駐在所
- 里見駐在所

### 消防機関
本部
- 市原市消防局

消防署
- 中央消防署
  - 光風台分署
- 姉崎消防署
  - 有秋分署
- 八幡消防署
- 五井消防署
- 市津消防署
- 南総消防署
  - 加茂分署

### その他公的機関
- 法務省千葉地方法務局市原出張所
- 市原刑務所
- 市原青年矯正センター - 2023年に廃庁となった少年院の市原学園を流用し、知的障害・発達障害がある受刑者を専門に扱う少年刑務所として同年開庁。
- 財務省横浜税関千葉税関支署姉崎出張所
- 厚生労働省千葉労働局市原パートバンク
- 防衛省海上自衛隊市原送信所

### ホール・会館
- 市原市市民会館
- 市原市勤労会館
- 五井会館
- サンプラザ市原

### 図書館
- 市原市立中央図書館

### 公民館・コミュニティセンター
- 市原市立姉崎公民館
- 市原市立有秋公民館
- 市原市立八幡公民館
- 市原市立辰巳公民館
- 市原市立五井公民館
- 市原市立国分寺公民館
- 市原市立市津公民館
- 市原市立南総公民館
- 市原市立加茂公民館
- 市原市立白鳥公民館
- 市原市立菊間コミュニティセンター
- 市原市立三和コミュニティセンター
- 市原市立戸田コミュニティセンター
- 市原市立ちはら台コミュニティセンター

### 医療施設
- 帝京大学ちば総合医療センター（救命救急センター）
- 千葉労災病院
- 千葉県循環器病センター

### 保健福祉施設
保健所
- 市原保健所

保健センター・保健福祉センター
- 市原市保健センター
- 市原市姉崎保健福祉センター
- 市原市菊間保健福祉センター
- 市原市三和保健福祉センター
- 市原市南総保健福祉センター

保育所・こども園
子育て支援
- いちはら子ども未来館

### 学校教育施設
幼稚園
小学校・中学校
高等学校
- 千葉県立姉崎高等学校
- 千葉県立市原高等学校
- 千葉県立市原緑高等学校
- 千葉県立市原八幡高等学校
- 千葉県立京葉高等学校
- 東海大学付属市原望洋高等学校
- 市原中央高等学校

専修学校
- 千葉県立鶴舞看護専門学校（千葉県循環器病センターに併設）

高等教育機関
- 帝京平成大学（千葉キャンパス、ちはら台キャンパス）

### 清掃・浄水施設
- 市原市福増クリーンセンター
- 市原市平蔵最終処分場
- 福増浄水場

### 郵便局
普通郵便局
- 姉崎郵便局
- 市原郵便局
- 市原南郵便局

特定郵便局
- 姉崎仲町郵便局
- 市原青葉台郵便局
- 市原有秋台郵便局
- 市原桜台郵便局
- 市原八幡郵便局
- 市原菊間郵便局
- 市原郡本郵便局
- 市原五井郵便局
- 市原五井東郵便局
- 市原五井西郵便局
- 市原若葉郵便局
- 市原君塚郵便局
- 市原国分寺台郵便局
- 市原国分寺台西郵便局
- 市原国分寺台南郵便局
- 市原島野郵便局
- 千種郵便局
- 三和郵便局
- 市原磯ヶ谷郵便局
- 市原光風台郵便局
- 市津郵便局
- 市東郵便局
- 市原辰巳台東郵便局
- 市原辰巳台西郵便局
- 市原牛久郵便局
- 市原鶴舞郵便局
- 市原戸田郵便局
- 加茂郵便局
- 里見郵便局
- 高滝郵便局
- 市原ちはら台郵便局

簡易郵便局
- 内田簡易郵便局
- 加茂古敷谷簡易郵便局
- 平三簡易郵便局

### 博物館・美術館等
- 市原歴史博物館
- 市原市水と彫刻の丘（市原湖畔美術館）
- 上総国分尼寺跡

### 商業施設
- アリオ市原
  - イトーヨーカドーアリオ市原店
- アクロスプラザ市原更級
- イトーヨーカドー姉崎店
- MEGAドン・キホーテUNY市原店
- ユニモちはら台
- イオンタウンたつみ台
- もりまちちはら台モール

### 工業施設
- 東レ千葉工場
- JSR千葉工場
- 三井化学市原工場
- 出光興産千葉事業所
- コスモ石油千葉製油所
- 住友化学千葉工場
- 日本板硝子千葉工場
- JFE鋼管本社工場（旧NKK条鋼）
- AGC千葉工場
- 古河電気工業千葉事業所
- 市原パワー市原発電所
- ベイサイドエナジー市原発電所
- 東京電力五井火力発電所
- JERA姉崎火力発電所
- 三井E&S造船千葉事業所
- DIC千葉工場
- 宇部興産千葉石油化学工場
- JNC石油化学五井製造所
- 三菱製鋼千葉製作所
- ライオン千葉工場
- 不二サッシ千葉工場
- 丸善石油化学千葉工場
- 多木化学千葉工場

### 娯楽施設
- 市原ぞうの国
- 千葉こどもの国キッズダム
- ボートピア市原・サテライト市原
- ラウンドワン市原店
- 千葉県射撃場
- 新東京サーキット
- 南千葉サーキット
- 市原緑地運動公園
  - 市原緑地運動公園臨海競技場
  - 市原臨海球場
- 八幡公園
- 姉崎公園
- 姉崎運動広場
- 市原スポレクパーク
- 上総更級公園
- ちはら台公園

## 名所

### 神社仏閣
- 姉埼神社
- 島穴神社
- 飯香岡八幡宮
- 高瀧神社
- 辰巳台神社
- 鶴峯八幡宮
- 戸隠神社
- 上総国分寺
- 上総国分尼寺跡
- 西願寺
- 鳳来寺
- 宝積寺
- 立國寺
- 妙経寺
- 市原市の奈良の大仏

### 遺跡
- 姉崎古墳群
  - 姉崎天神山古墳
  - 姉崎二子塚古墳
- 稲荷台古墳群
  - 稲荷台1号墳
    - 王賜銘鉄剣
- 神門古墳群
  - 神門5号墳
  - 神門3号墳
- 椎津城跡
- 千葉セクション

### 自然
- 養老渓谷
- 梅ヶ瀬渓谷
- 高滝湖
  - 高滝ダム記念館
- はまぐりの碑
- 大福山
  - 展望台
  - 大福山自然林
- 市原クオードの森
- 養老渓谷温泉
  - 栗又温泉

## 交通

### 鉄道
市内を運行する鉄道路線として東日本旅客鉄道、小湊鉄道、京成電鉄の路線が市内を通る。
中心駅：五井駅
鉄道路線
東日本旅客鉄道（JR東日本）
■内房線
- - 八幡宿駅 - 五井駅 - 姉ケ崎駅 -

京成電鉄
 千原線
- - ちはら台駅

小湊鉄道
■小湊鉄道線
- 五井駅 - 上総村上駅 - 海士有木駅 - 上総三又駅 - 上総山田駅 - 光風台駅 - 馬立駅 - 上総牛久駅 - 上総川間駅 - 上総鶴舞駅 - 上総久保駅 - 高滝駅 - 里見駅 - 飯給駅 - 月崎駅 - 上総大久保駅 - 養老渓谷駅 -

京葉臨海鉄道
■臨海本線
- - 市原分岐点 - 浜五井駅 - 玉前駅 - 甲子駅 - 前川駅 - 椎津駅
- 市原分岐点 - 京葉市原駅

### バス
中心となるバス停：市原バスターミナル、市原鶴舞バスターミナル
1. 一般路線バス
  - 小湊鉄道（市内全域）
  - 京成バス千葉イースト（ちはら台地区、市津地区のみ）
  - 日東交通（姉崎地区、有秋地区のみ）
  - コスモス南総（小湊鉄道に運行委託、南総地区）
  - 平和交通（深夜バス）
2. 高速路線バス
  - アクアライン
    - 東京線（小湊・日東・京成）：安房小湊 / 御宿 - 勝浦駅 - 市原鶴舞BT - 木更津金田BT - バスターミナル東京八重洲
    - 羽田空港線（小湊・京急）：蘇我駅 - 五井駅 - 市原BT - 羽田空港
    - 横浜線（小湊・京急）：五井駅 - 市原BT - 横浜駅東口
    - 羽田空港・横浜線（小湊）：茂原駅 - 市原鶴舞BT - 羽田空港 - 横浜駅東口
    - 新宿線　（小湊）市原市役所 - 五井駅 - 市原BT - バスタ新宿（新宿駅）

  - 館山道・圏央道
    - 千葉線【カピーナ号】（日東・京成E）：安房鴨川駅 - 天羽田杉浦 ― 県庁 - 千葉駅
    - 鴨川線【カピーナ号】（日東・京成E）：千葉駅 - 天羽田杉浦 - 安房鴨川駅
    - 成田空港線（小湊・日東）：木更津駅 - 市原BT - 成田空港

### 道路
高速道路
- 館山自動車道
  - - 市原IC - 市原SA - 姉崎袖ケ浦IC -
- 首都圏中央連絡自動車道（圏央道）
  - - 市原鶴舞IC - 高滝湖PA -

一般国道
- 国道16号
- 国道297号
- 国道409号

主要地方道
- 千葉県道13号市原茂原線
- 千葉県道14号千葉茂原線
- 千葉県道20号千葉大網線
- 千葉県道21号五井本納線
- 千葉県道24号千葉鴨川線（旧国道16号線）
- 千葉県道32号大多喜君津線
- 千葉県道67号生実本納線（千葉外房有料道路）
- 千葉県道81号市原天津小湊線

一般県道
- 千葉県道126号八幡菊間線
- 千葉県道128号日吉誉田停車場線
- 千葉県道130号誉田停車場潤井戸線
- 千葉県道132号土気停車場金剛地線
- 千葉県道139号茂原五井線
- 千葉県道140号五井山倉線
- 千葉県道141号五井町田線
- 千葉県道143号南総昭和線
- 千葉県道144号南総姉崎線
- 千葉県道160号加茂木更津線
- 千葉県道168号鶴舞馬来田停車場線
- 千葉県道169号南総馬来田線
- 千葉県道171号加茂長南線
- 千葉県道172号大多喜里見線
- 千葉県道173号南総月出線
- 千葉県道220号八幡宿停車場線
- 千葉県道221号五井停車場線
- 千葉県道223号牛久停車場線
- 千葉県道243号市原埠頭線
- 千葉県道284号鶴舞牛久線
- 千葉県道287号袖ケ浦姉ケ崎停車場線
- 千葉県道292号犬成海士有木線
- 千葉県道300号上高根北袖線

市道
- 市道1号線（川岸西広線）- 通称：市役所通り[37]
- 市道2号線（君塚小田部線） - 通称：稲荷台通り[37]
- 市道3号線（八幡宿駅前線） - 通称：飯香岡通り[37]
- 市道6号線（八幡椎津線） - 通称：平成通り[37]

### 航空
市原市を中心とする30km圏内に2箇所の国際空港が存在する。
- 東京国際空港
  - 鉄道：JR東日本 内房線・総武快速線・横須賀線、東京モノレール、京浜急行電鉄（直通運転あり）
  - 高速バス：羽田空港 ⇔ 市原バスターミナル・五井駅東口（東京湾アクアライン経由）、羽田空港 ⇔ 市原鶴舞バスターミナル（東京湾アクアライン経由）
- 成田国際空港
  - 鉄道：JR東日本 内房線・総武本線、京成電鉄
  - 高速バス：成田空港 ⇔ 市原バスターミナル（木更津 - 成田空港線）

### 船舶
国際拠点港湾
- 千葉港（第4区）
  - 姉崎地区 - 姉ヶ崎港（拠点）
    - 八幡地区（市原港）
    - 五井地区

## 登場作品

### 市原市を舞台とした作品
- 富岳三十六景 上総ノ海路（葛飾北斎）
- 青春の殺人者（1976年）

### 市原市を撮影地とした作品
市原市を撮影地とした作品は以下の通りである。
- 離婚しようよ（TVドラマ・テレビ朝日・2023年）
- 水は海に向かって流れる（映画・ハピネットファントム・2023年）
- 正義の天秤（TVドラマ・NHK・2023年）
- それってパクリじゃないですか？（TVドラマ・日本テレビ・2023年）
- ペンディングトレイン-8時23分、明日 君と（TVドラマ・TBS・2023年）
- 君と世界が終わる日に Season4（TVドラマ・Hulu・2023年）
- エンジェルフライト（TVドラマ・Amazon Prime Video・2023年）
- 星降る夜に（TVドラマ・日本テレビ・2023年）
- イチケイのカラス（映画・東宝・2023年）
- 『NEVERLAND feat. Lilniina』（MV・Bimi・2022年）
- Dr.コトー診療所（映画・東宝・2022年）
- ラーゲリより愛を込めて（映画・東宝・2022年）
- First Love 初恋（TVドラマ・Netflix・2022年）
- 月の満ち欠け（映画・松竹・2022年）
- クロサギ（TVドラマ・TBS・2022年）
- 24時間テレビ 愛は地球を救う45「会いたい！」 スペシャルドラマ無言館（TVドラマ・日本テレビ・2022年）
- オールドルーキー（TVドラマ・TBS・2022年）
- やんごとなき一族（TVドラマ・フジテレビ・2022年）
- ちむどんどん（ドラマ・NHK・2022年）
- 花嫁未満エスケープ（TVドラマ・テレビ東京・2022年）
- シン・ウルトラマン（映画・東宝・2022年）
- ミステリと言う勿れ（TVドラマ・フジテレビ・2022年）
- 相棒20（TVドラマ・テレビ朝日・2021年）
- 岸辺露伴は動かない（TVドラマ・NHK・2021年）
- 非熊（TVドラマ・NHK・2021年、2020年）
- ＃家族募集します（TVドラマ・TBS・2021年）
- 八月は夜のバッティングセンターで。（TVドラマ・テレビ東京・2021年）
- 風の向こうへ駆け抜けろ（TVドラマ・NHK・2021年）
- バイプレイヤーズ（TVドラマ・テレビ東京・2020年）
- なつぞら（TVドラマ・NHK・2019年）
- インハンド（TVドラマ・TBS・2019年）
- 検察側の罪人（映画・東宝・2018年）
- デイジー・ラック（TVドラマ・NHK・2018年）
- トットちゃん!（TVドラマ・テレビ朝日・2017年）
- 『マイ フェイバリット ジュエル』（MV・大原櫻子・2017年）
- 『エキセントリック』（MV・欅坂46・2017年）
- 星ガ丘ワンダーランド（映画・ファントムフィルム・2016年）
- 『あの日 僕は咄嗟に嘘をついた』（MV・乃木坂46・2015年）
- 若者たち2014（TVドラマ・フジテレビ・2014年）
- 星になった少年（映画・東宝・2005年）

## 関連する有名人

### 出生・出身有名人
スポーツ
- 粟生隆寛（プロボクサー）
- 青山周平（ロードレースライダー→オートレーサー）
  - 青山博一（ロードレースライダー・HRCテストライダー）
- 足立かなえ（競艇選手）
- 新井麻衣（プロゴルファー）
- 石井弘寿（元プロ野球選手）
- 石渡鉄兵（競艇選手）
- 伊藤大介（サッカー選手）
- 植草裕樹（サッカー選手）
- 大久保裕樹（元サッカー選手）
- 岡田大（元サッカー選手）
- 門脇英基（総合格闘家）
- 川嶋勝重（プロボクサー）
- 工藤浩平（サッカー選手）
- 小柳常吉 (大関)（力士）
- 小柳常吉 (1838年生)（力士）
- 鈴木誠 (競輪選手)
- 鶴見虹子（体操競技選手）
- 鳥養祐矢（サッカー選手）
- 長澤和輝（サッカー選手）
- 成田美寿々（プロゴルファー）
- はやて（プロレスラー）
- 盤石力勝（元力士）
- 緋縅祐光（元力士）
- 三上尚子（元女子サッカー選手、ジェフユナイテッド市原・千葉レディース監督）
- 村山智彦（サッカー選手）
- 桃野美桜（プロレスラー）
- 山岸佐知子（サッカー審判員）
- 黒嵜巧  (野球選手)

文化
- 荒木淳一（画家）
- 石川昭人（放送作家）
- 立野信之（小説家）
- 千葉公慈（仏教学者）
- 吉田康一（劇作家、演出家）

芸能
- 石丸幹二（俳優）生まれは、愛媛県新居浜市
- 小野満（音楽家）
- 柏木ひなた（女優、歌手、アイドル）
- 木村さおり（フリーアナウンサー、元茨城放送アナウンサー）
- 桐谷美玲（女優、ファッションモデル）
- 小島瑠璃子（タレント）
- 城島茂（アイドル）
- 千秋（タレント）
- 中原果南（女優）
- 猫ひろし（お笑い芸人）
- 根本はるみ（タレント）
- 森さやか（北海道テレビ放送アナウンサー）
- 山内鈴蘭（タレント）
- ヨネスケ（落語家、タレント）

実業
- 周防郁雄（実業家）

その他
- 鈴木紀夫（冒険家）
- 千葉（YouTuber・夕闇に誘いし漆黒の天使達）
- 古川了子（特定失踪者）
- 米村でんじろう（サイエンスプロデューサー）
- 始関伊平（政治家、元建設大臣）

### ゆかりのある有名人
- 有馬三恵子（作詞家）
- 桂歌丸（落語家）
- 北野武（漫才師）
  - 北野大（化学者）